# Щепкі (Підляське воєводство)
Щепкі (пол. Szczepki) — село в Польщі, у гміні Новинка Августівського повіту Підляського воєводства.
Населення — 38 осіб (2011).
У 1975-1998 роках село належало до Сувальського воєводства.

## Демографія
Демографічна структура станом на 31 березня 2011 року:
|          | Загалом | Допрацездатний вік | Працездатний вік | Постпрацездатний вік |
| -------- | ------- | ------------------ | ---------------- | -------------------- |
| Чоловіки | 20      | 3                  | 16               | 1                    |
| Жінки    | 18      | 5                  | 12               | 1                    |
| Разом    | 38      | 8                  | 28               | 2                    |